# Plebulina emigdionis
Plebulina emigdionis är en fjärilsart som beskrevs av Grinnell 1905. Plebulina emigdionis ingår i släktet Plebulina och familjen juvelvingar. Inga underarter finns listade i Catalogue of Life.